# Robert Henderson (Filmtechniker)
Robert W. Henderson (* 10. April 1915 in den Vereinigten Staaten; † 10. Juni 2002 in Albuquerque, Bernalillo County, New Mexico, Vereinigte Staaten) war ein US-amerikanischer Filmtechniker, der bei der Oscarverleihung 1943 einen Oscar für technische Verdienste (Technical Achievement Award) erhielt.

## Leben
Henderson war als Filmtechniker in der Ingenieur- und diafotografischen Abteilung von Paramount Pictures tätig. Bei der Oscarverleihung 1943 erhielt er einen Oscar für technische Verdienste, den sogenannten Technical Achievement Award, und zwar „für den Entwurf und die Herstellung einstellbarer Lichtbrücken und Bildschirmrahmen für die Diafotografie“ (‚for the design and construction of adjustable light bridges and screen frames for transparency process photography‘).